# Liste des entraîneurs champions d'Italie de football
Ceci est une liste des entraîneurs champion d'Italie de football.
Giovanni Trapattoni est l'entraîneur ayant été le plus de fois titré, 6 fois avec la Juventus entre 1977 et 1986 et 1 fois avec l'Inter en 1989 soit 7 scudetti au total.
Carlo Carcano est le seul entraineur à avoir remporté quatre championnats consécutifs, de 1930 à 1934, avec la Juventus. Il faudra attendre Fabio Capello pour voir un deuxième entraineur remporter 3 titres d'affilée, entre 1991 et 1994. Capello aurait d'ailleurs du égaler le record de Trapattoni s'il n'y avait pas eu l'affaire du Calciopoli. Ces deux titres remportés avec la Juventus en 2005 et 2006 ont été annulés.
Les entraineurs étrangers les plus titrés sont le Hongrois Árpád Weisz et le Franco-argentin Helenio Herrera, avec trois scudetti chacun.

## Championnat d'Italie professionnel, Serie A
| Saison    |                                                               | Entraîneurs              | Club             |
| --------- | ------------------------------------------------------------- | ------------------------ | ---------------- |
| 1929-30   |                                                               | Árpád Weisz              | Ambrosiana Inter |
| 1930-31   |                                                               | Carlo Carcano            | Juventus         |
| 1931-32   |                                                               | Carlo Carcano (2)        | Juventus         |
| 1932-33   |                                                               | Carlo Carcano (3)        | Juventus         |
| 1933-34   |                                                               | Carlo Carcano (4)        | Juventus         |
| 1934-35   |                                                               | Carlo Bigatto Benè Gola  | Juventus         |
| 1935-36   |                                                               | Árpád Weisz (2)          | Bologna          |
| 1936-37   |                                                               | Árpád Weisz (3)          | Bologna          |
| 1937-38   |                                                               | Armando Castellazzi      | Ambrosiana Inter |
| 1938-39   | Drapeau de l'Autriche                                         | Hermann Felsner          | Bologna          |
| 1939-40   |                                                               | Tony Cargnelli (en)      | Ambrosiana Inter |
| 1940-41   | Drapeau de l'Autriche                                         | Hermann Felsner (2)      | Bologna          |
| 1941-42   |                                                               | Alfred Schaffer          | AS Roma          |
| 1942-43   |                                                               | Antonio Janni            | Torino           |
| 1945-46   |                                                               | Luigi Ferrero            | Torino           |
| 1946-47   |                                                               | Luigi Ferrero (2)        | Torino           |
| 1947-48   | Drapeau de l'Italie                                           | Mario Sperone            | Torino           |
| 1948-49   | Drapeau de l'Angleterre                                       | Leslie Lievesley (en)    | Torino           |
| 1949-50   | Drapeau de l'Angleterre                                       | Jesse Carver             | Juventus         |
| 1950-51   | Drapeau de la Hongrie                                         | Lajos Czeizler           | Milan AC         |
| 1951-52   | Drapeau de la Hongrie                                         | György Sárosi            | Juventus         |
| 1952-53   | Drapeau de l'Italie                                           | Alfredo Foni             | Internazionale   |
| 1953-54   | Drapeau de l'Italie                                           | Alfredo Foni (2)         | Internazionale   |
| 1954-55   | Drapeau de l'Italie                                           | Ettore Puricelli         | Milan AC         |
| 1955-56   | Drapeau de l'Italie                                           | Fulvio Bernardini        | Fiorentina       |
| 1956-57   | Drapeau de l'Italie                                           | Giuseppe Viani           | Milan AC         |
| 1957-58   | Drapeau de la République fédérative socialiste de Yougoslavie | Ljubiša Broćić           | Juventus         |
| 1958-59   | Drapeau de l'Italie                                           | Luigi Bonizzoni (en)     | Milan AC         |
| 1959-60   | Drapeau de l'Italie                                           | Carlo Parola             | Juventus         |
| 1960-61   | Drapeau de l'Italie                                           | Carlo Parola (2)         | Juventus         |
| 1961-62   | Drapeau de l'Italie                                           | Nereo Rocco              | Milan AC         |
| 1962-63   | Drapeau de la France                                          | Helenio Herrera          | Internazionale   |
| 1963-64   | Drapeau de l'Italie                                           | Fulvio Bernardini        | Bologna          |
| 1964-65   | Drapeau de la France                                          | Helenio Herrera (2)      | Internazionale   |
| 1965-66   | Drapeau de la France                                          | Helenio Herrera (3)      | Internazionale   |
| 1966-67   | Drapeau du Paraguay                                           | Heriberto Herrera        | Juventus         |
| 1967-68   | Drapeau de l'Italie                                           | Nereo Rocco (2)          | Milan AC         |
| 1968-69   | Drapeau de l'Italie                                           | Bruno Pesaola            | Fiorentina       |
| 1969-70   | Drapeau de l'Italie                                           | Manlio Scopigno (en)     | Cagliari         |
| 1970-71   | Drapeau de l'Italie                                           | Giovanni Invernizzi      | Internazionale   |
| 1971-72   | Drapeau de la Tchécoslovaquie                                 | Čestmír Vycpálek         | Juventus         |
| 1972-73   | Drapeau de la Tchécoslovaquie                                 | Čestmír Vycpálek (2)     | Juventus         |
| 1973-74   | Drapeau de l'Italie                                           | Tommaso Maestrelli (en)  | SS Lazio         |
| 1974-75   | Drapeau de l'Italie                                           | Carlo Parola (3)         | Juventus         |
| 1975-76   | Drapeau de l'Italie                                           | Luigi Radice             | Torino           |
| 1976-77   | Drapeau de l'Italie                                           | Giovanni Trapattoni      | Juventus         |
| 1977-78   | Drapeau de l'Italie                                           | Giovanni Trapattoni (2)  | Juventus         |
| 1978-79   | Drapeau de la Suède                                           | Nils Liedholm (2)        | Milan AC         |
| 1979-80   | Drapeau de l'Italie                                           | Eugenio Bersellini       | Internazionale   |
| 1980-81   | Drapeau de l'Italie                                           | Giovanni Trapattoni (3)  | Juventus         |
| 1981-82   | Drapeau de l'Italie                                           | Giovanni Trapattoni (4)  | Juventus         |
| 1982-83   | Drapeau de la Suède                                           | Nils Liedholm (2)        | AS Roma          |
| 1983-84   | Drapeau de l'Italie                                           | Giovanni Trapattoni (5)  | Juventus         |
| 1984-85   | Drapeau de l'Italie                                           | Osvaldo Bagnoli          | Hellas Verona    |
| 1985-86   | Drapeau de l'Italie                                           | Giovanni Trapattoni (6)  | Juventus         |
| 1986-87   | Drapeau de l'Italie                                           | Ottavio Bianchi          | SSC Napoli       |
| 1987-88   | Drapeau de l'Italie                                           | Arrigo Sacchi            | Milan AC         |
| 1988-89   | Drapeau de l'Italie                                           | Giovanni Trapattoni (7)  | Internazionale   |
| 1989-90   | Drapeau de l'Italie                                           | Alberto Bigon            | SSC Napoli       |
| 1990-91   | Drapeau de la République fédérative socialiste de Yougoslavie | Vujadin Boškov           | Sampdoria        |
| 1991-92   | Drapeau de l'Italie                                           | Fabio Capello            | Milan AC         |
| 1991-92   | Drapeau de l'Italie                                           | Fabio Capello (2)        | Milan AC         |
| 1993-94   | Drapeau de l'Italie                                           | Fabio Capello (3)        | Milan AC         |
| 1994-95   | Drapeau de l'Italie                                           | Marcello Lippi           | Juventus         |
| 1995-96   | Drapeau de l'Italie                                           | Fabio Capello (4)        | Milan AC         |
| 1996-97   | Drapeau de l'Italie                                           | Marcello Lippi (2)       | Juventus         |
| 1997-98   | Drapeau de l'Italie                                           | Marcello Lippi (3)       | Juventus         |
| 1998-99   | Drapeau de l'Italie                                           | Alberto Zaccheroni       | Milan AC         |
| 1999-2000 | Drapeau de la Suède                                           | Sven-Göran Eriksson      | SS Lazio         |
| 2000-01   | Drapeau de l'Italie                                           | Fabio Capello (5)        | AS Roma          |
| 2001-02   | Drapeau de l'Italie                                           | Marcello Lippi (4)       | Juventus         |
| 2002-03   | Drapeau de l'Italie                                           | Marcello Lippi (5)       | Juventus         |
| 2003-04   | Drapeau de l'Italie                                           | Carlo Ancelotti          | Milan AC         |
| 2005-06   | Drapeau de l'Italie                                           | Roberto Mancini          | Internazionale   |
| 2006-07   | Drapeau de l'Italie                                           | Roberto Mancini (2)      | Internazionale   |
| 2007-08   | Drapeau de l'Italie                                           | Roberto Mancini (3)      | Internazionale   |
| 2008-09   | Drapeau du Portugal                                           | José Mourinho            | Internazionale   |
| 2009-10   | Drapeau du Portugal                                           | José Mourinho (2)        | Internazionale   |
| 2010-11   | Drapeau de l'Italie                                           | Massimiliano Allegri     | Milan AC         |
| 2011-12   | Drapeau de l'Italie                                           | Antonio Conte            | Juventus         |
| 2012-13   | Drapeau de l'Italie                                           | Antonio Conte (2)        | Juventus         |
| 2013-14   | Drapeau de l'Italie                                           | Antonio Conte (3)        | Juventus         |
| 2014-15   | Drapeau de l'Italie                                           | Massimiliano Allegri (2) | Juventus         |
| 2015-16   | Drapeau de l'Italie                                           | Massimiliano Allegri (3) | Juventus         |
| 2016-17   | Drapeau de l'Italie                                           | Massimiliano Allegri (4) | Juventus         |
| 2017-18   | Drapeau de l'Italie                                           | Massimiliano Allegri (5) | Juventus         |
| 2018-19   | Drapeau de l'Italie                                           | Massimiliano Allegri (6) | Juventus         |
| 2019-20   | Drapeau de l'Italie                                           | Maurizio Sarri           | Juventus         |
| 2020-21   | Drapeau de l'Italie                                           | Antonio Conte (4)        | Internazionale   |
| 2021-22   | Drapeau de l'Italie                                           | Stefano Pioli            | Milan AC         |
| 2022-23   | Drapeau de l'Italie                                           | Luciano Spalletti        | SSC Napoli       |
| 2023-24   | Drapeau de l'Italie                                           | Simone Inzaghi           | Internazionale   |
| 2024-25   | Drapeau de l'Italie                                           | Antonio Conte (5)        | SSC Napoli       |

## Par entraîneur
| Rang | Nom                  | Titre           | Club(s)                             | Années                                                       |
| ---- | -------------------- | --------------- | ----------------------------------- | ------------------------------------------------------------ |
| 1    | Giovanni Trapattoni  | 7               | Juventus (6), Inter (1)             | 1977, 1978, 1981, 1982, 1984, 1986, 1989                     |
| 2    | Massimiliano Allegri | 6               | Juventus (5), Milan AC (1)          | 2011, 2015, 2016, 2017, 2018, 2019                           |
| 3    | Fabio Capello        | 5 (+ 2 retirés) | Milan AC (4), AS Roma (1)           | 1992, 1993, 1994, 1996, 2001 (2005 et 2006 avec la Juventus) |
| -    | Marcello Lippi       | 5               | Juventus                            | 1995, 1997, 1998, 2002, 2003                                 |
| -    | Antonio Conte        | 5               | Juventus (3), Inter (1), Napoli (1) | 2012, 2013, 2014, 2021, 2025                                 |
| 6    | Carlo Carcano        | 4               | Juventus                            | 1931, 1932, 1933, 1934                                       |
| 7    | Árpád Weisz          | 3               | Inter (1), Bologna (2)              | 1930, 1936, 1937                                             |
| -    | Carlo Parola         | 3               | Juventus                            | 1960, 1961, 1975                                             |
| -    | Helenio Herrera      | 3               | Inter                               | 1963, 1965, 1966                                             |
| -    | Roberto Mancini      | 3               | Inter                               | 2006, 2007, 2008                                             |
| 11   | Hermann Felsner      | 2               | Bologna                             | 1939, 1941                                                   |
| -    | Luigi Ferrero        | 2               | Torino                              | 1946, 1947                                                   |
| -    | Alfredo Foni         | 2               | Inter                               | 1953, 1954                                                   |
| -    | Fulvio Bernardini    | 2               | Fiorentina, Bologna                 | 1991, 1992                                                   |
| -    | Nereo Rocco          | 2               | Milan AC                            | 1962, 1968                                                   |
| -    | Čestmír Vycpálek     | 2               | Juventus                            | 1972, 1973                                                   |
| -    | Nils Liedholm        | 2               | Milan AC, AS Roma                   | 1979, 1983                                                   |
| -    | José Mourinho        | 2               | Inter                               | 2009, 2010                                                   |

## Par nationalité
| Pays        | Entraîneurs | Total |
| ----------- | ----------- | ----- |
| Italie      | 38          | 71    |
| Hongrie     | 3           | 6     |
| Suède       | 2           | 3     |
| France      | 1           | 3     |
| Tchéquie    | 1           | 2     |
| Autriche    | 1           | 2     |
| Portugal    | 1           | 2     |
| Angleterre  | 2           | 2     |
| Yougoslavie | 1           | 1     |
| Paraguay    | 1           | 1     |